# Světová organizace skautského hnutí
Světová organizace skautského hnutí (angl. World organization of the Scout Movement, WOSM) je celosvětová nezávislá a nezisková organizace, která vznikla v roce 1920 s cílem pomáhat svým členským skautským organizacím vychovávat mladé lidi na celém světě bez ohledu na jejich rasu, víru, kterou vyznávají, barvu pleti a sociální podmínky. Jejím zakladatelem se stal vojenský generál Lord Robert Baden-Powell.
WOSM podporuje jednotu mezi lidmi, porozumění účelů a principu skautingu a snaží se usnadnit jeho šíření a rozvoj po celém světě. Pořádá konference a jiné mimoškolní akce s cílem naplnit poslání skautů a skautek „Dělat svět lepším.“ Tato organizace se stala prestižní a politicky uznávanou po celém světě. Spolupracuje na projektech OSN a usiluje o uznání přínosu mimoškolní výchovy.
WOSM byla nejdříve považována pouze za chlapeckou organizaci, dívky mají svou vlastní organizaci s názvem WAGGGS. V současné době jsou členy WOSM také dívky.

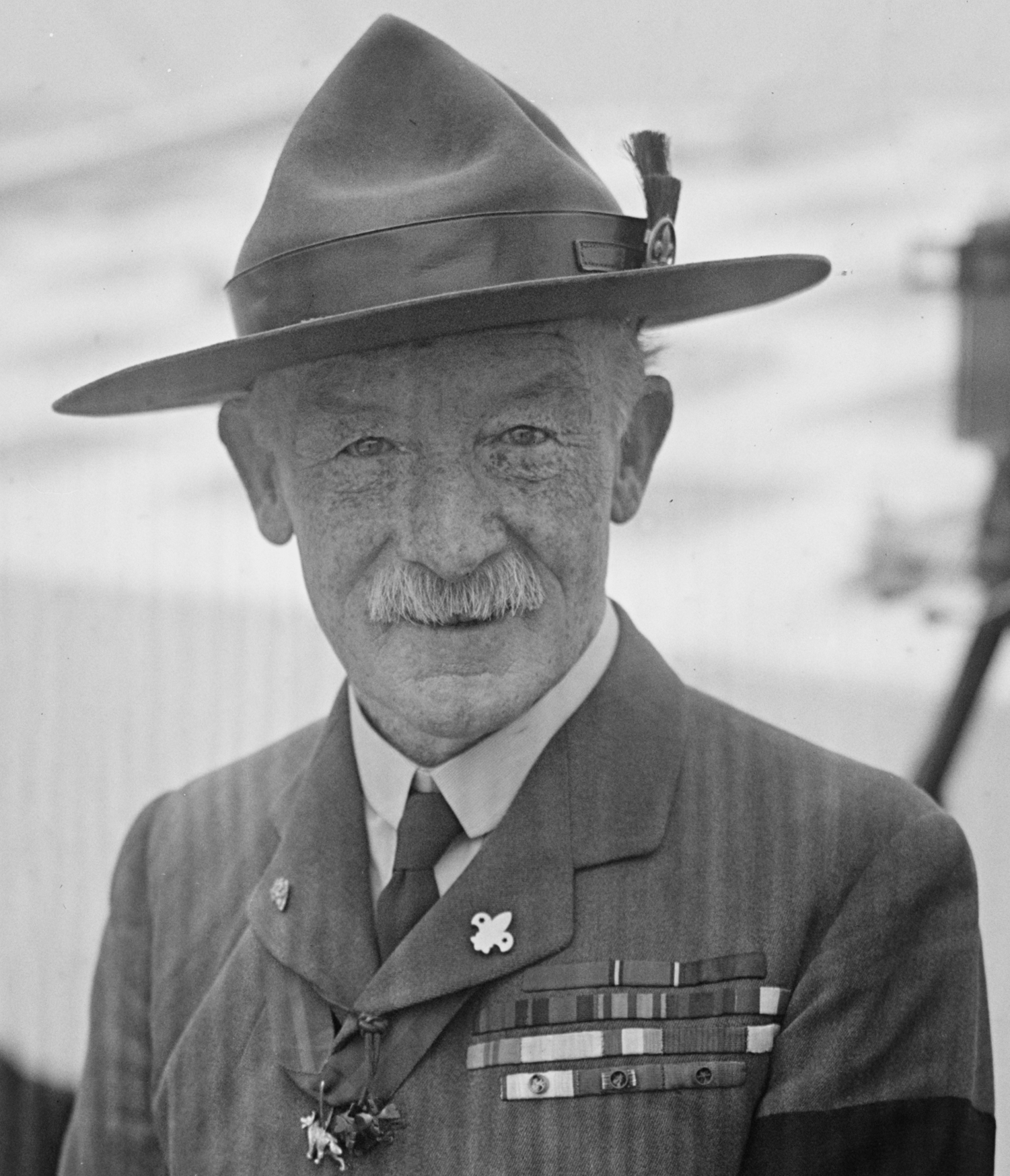
Zakladatel skautského hnutí - Lord Robert Baden-Powell

Mapa regionů WOSM

## Historie
- 1920 – První skautská konference v Anglii, na které bylo přítomno 33 skautských organizací z celého světa. V tomto roce se také konal v Londýně první mezinárodní skautský tábor s názvem Jamboree.
- 1921 – První skautský mezinárodní časopis, který se stejně jako mezinárodní tábor jmenoval Jamboree.
- 1931 – 1. Středoevropské Jamboree v Československu pod vedením A. B. Svojsíka.
- 1950 – Součástí členské základny bylo 50 zemí s celkovým počtem 5 milionů osob.
- 1968 – Sídlo organizace bylo přestěhováno do Ženevy (Švýcarsko), kde se nachází i v současnosti.
- 1972 – Členy organizace bylo 100 zemí světa a více než 12 milionů skautů.
- 1981 – WOSM obdržel od světové organizace UNESCO cenu za výchovu k lidským právům.
- 1990 – Uzavřena dohoda mezi 23 skautským organizacemi z různých zemí, které podpořily výměnný projekt určený pro děti, postižené katastrofou v Černobylu. Tyto děti byly hosty skautek a skautů v celkem 15 evropských zemí.
- 2005 – WOSM podepsal Memorandum o porozumění s organizací OSN.
- 2009 – Organizace zapojena do programu mezinárodní organizace práce, a to Programu pro eliminaci dětské práce. A podepsala nové Memorandum o porozumění.[4]

## Vedení organizace

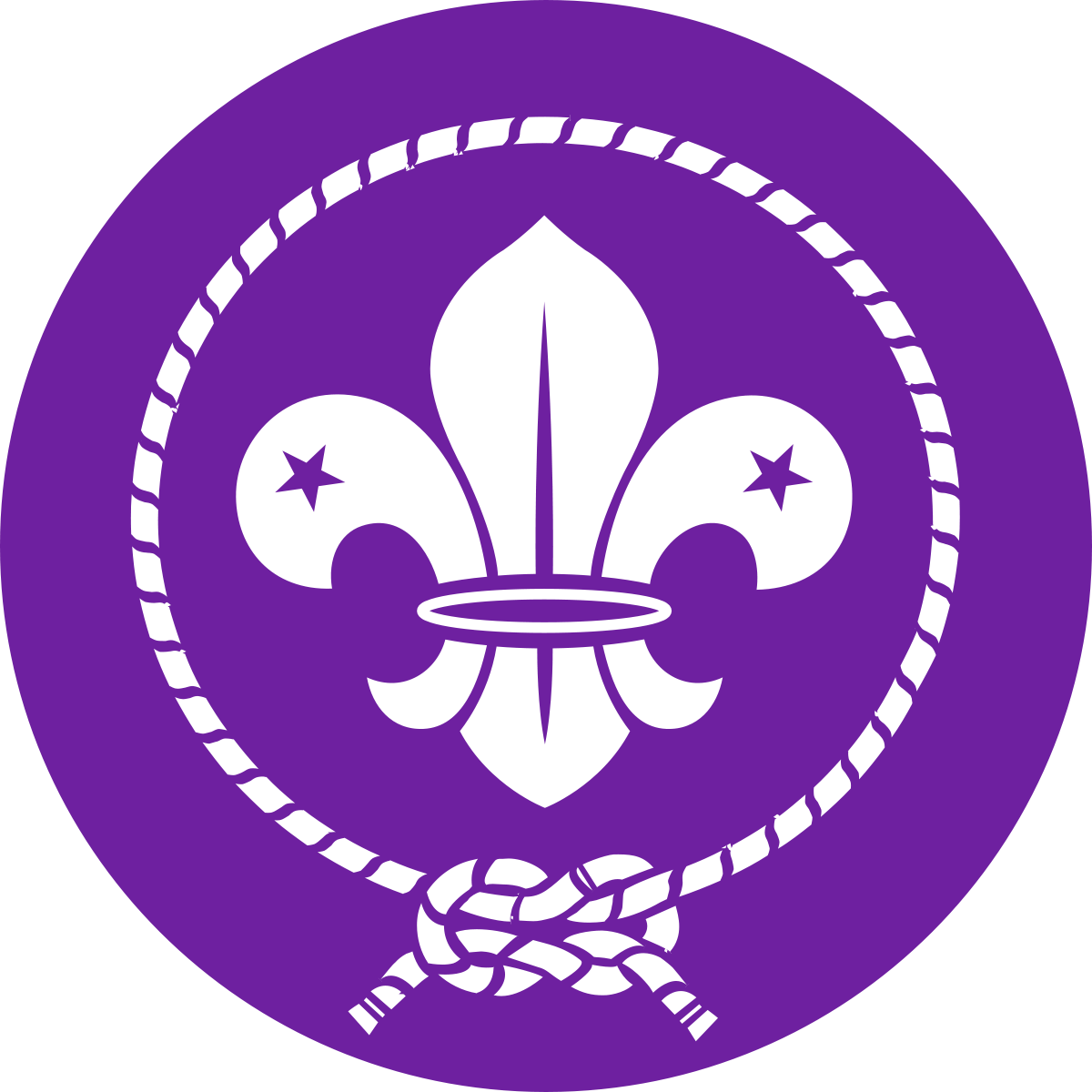
logo Světového skautského hnutí

Více informací najdete v článku Představitelé světové organizace skautského hnutí
Hlavním orgánem celé organizace je Světová skautská konferenogce, která se skládá ze zástupců všech členských organizací. Schází se každé tři roky. Světový skautský výbor se skládá z 12 členů, kteří jsou voleni světovou konferencí a jednají jejím jménem. Skautský výbor zastupuje zájmy celého hnutí jako celku nikoli zájmy své země. Předsedové regionálních výborů působí jako poradní orgány Světového výboru a účastní se s nimi všech zasedání.
Předsedou světového skautského výboru a "světovým skautským náčelníkem" je od srpna 2021 Edward Andrew “Andy” Chapman z USA.

### Světová skautská kancelář
Zaměstnanci organizace pracují v kancelářích po celém světě. Každá z kanceláří se nachází na území každého z šesti regionů. Světová skautská kancelář (World Scout Bureau Central Office) sídlí v Kuala Lumpur.
Generálním tajemníkem světové organizace skautského hnutí (WOSM) je od června 2025 David Berg z Belgie.

## Světová skautská konference
Více informací najdete v článku Světová skautská konference.
Světová skautská konference je řídícím orgánem WOSM a koná se každé tři roky. Konferenci předchází světové skautské fórum mládeže.

## Členská základna
Více informací najdete v článku Seznam členů Světové organizace skautského hnutí.
Členskou základnu organizace tvoří celkem 169 zemí světa a více než 40 miliónů skautů a skautek. Tyto země jsou rozděleny do šesti různých regionů. Skauting neexistuje pouze v pěti zemích světa, a to Andoře, Severní Koreji, Kubě, Laosu a Myanmaru.